# Jiagao
Jiagao (kinesiska: 甲高) är en köping i sydvästra Kina. Den ligger i Fengjie härad i storstadsområdet Chongqing, omkring 290 kilometer nordost om det centrala stadsdistriktet Yuzhong. Antalet invånare är 24 407. Befolkningen består av 11 978 kvinnor och 12 429 män. Barn under 15 år utgör 28,0 %, vuxna 15-64 år 59 %, och äldre över 65 år 12,0 %.